# 殺意の涯て 広域指定188号の女
『殺意の涯て 広域指定188号の女』（さついのはて こういきしてい188ごうのおんな）は、2000年にテレビ朝日系「土曜ワイド劇場」で放送されたテレビドラマ。主演は田中美佐子。視聴率は12.9%。

## キャスト
- 原田圭子（未亡人・娘を洋に殺害される） - 田中美佐子
- 村木咲江（守の母） - 渡辺えり子
- 村木守（男に絡まれていたところを圭子に助けられた青年） - 井ノ原快彦
- 大迫祐子（守の交際相手） - 酒井美紀
- タツオの漁師仲間 - 河野洋一郎
- 南（守に絡んでいた男） - 有薗芳記
- 村木タツオ（咲江の夫・故人） - 近童弐吉
- 松村道子（洋の母） - 銀粉蝶
- 松村雄一郎（道子の夫） - 平泉成
- 松村洋（美香を殺害した中学生） - 高橋一生
- 刑事 - 佐久間哲
- 原田美香（圭子の娘） - 大平奈津美
- 大迫公平（守に絡んでいた男） - 大浦龍宇一
- 本多（警部） - 村田雄浩
- 杉岡健司（美香の事件を担当していた刑事） - 渡瀬恒彦
- 三宅弘城、廣澤恵、矢澤庸、のむらゆみ、小原雅人、齋藤崇、椎名泰三、仁科俊晴、斎藤祐太

## スタッフ
- 原案 - 橋本綾
- 脚本 - 前川洋一
- 監督 - 星田良子
- 方言指導 - 高柳葉子
- プロデューサー - 松本基弘、佐藤涼一、川上一夫
- 制作 - テレビ朝日、共同テレビ